# Monastère Danilov
Le monastère Danilov ou monastère Saint-Daniel est une laure orthodoxe à Moscou. Depuis 1987, il est le siège du patriarcat de Moscou et de toute la Russie.

## Histoire
Le monastère fut fondé à Moscou en 1282 par saint Daniel de Moscou, prince de Moscou et fils cadet du prince saint Alexandre Nevski. Le fondateur le plaça sous le vocable de son saint patron, saint Daniel le Stylite (11 décembre).
Daniel de Moscou est mort le 4 mars 1303. Par humilité, il avait demandé à être enterré dans le cimetière du monastère, comme un simple moine, et non dans l'église selon l'usage pour les princes. Le temps passa, le monastère fut déplacé, l'emplacement de sa sépulture oublié. La tradition veut que Daniel apparut en songe à un jeune homme de la cour du prince Ivan Vassilievitch, le priant de transmettre à son maître les paroles suivantes : « S'il m'oublie, mon Dieu, Lui, ne m'oublie pas. » Le prince fit rechercher la tombe de Daniel, ordonna des prières et des aumônes. Le monastère, qui avait été laissé à l'abandon, fut reconstruit en pierre en 1560. Le prince Daniel se manifesta à plusieurs reprises comme un saint. Il fut canonisé en 1652 et il est honoré le 4 mars.

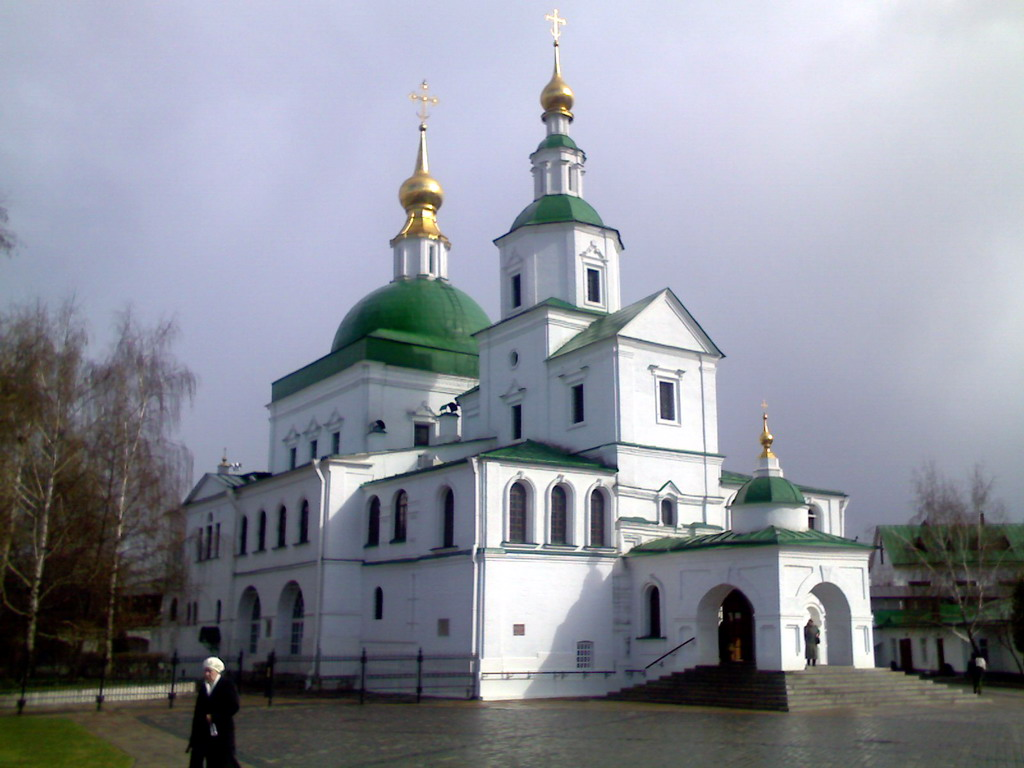
Église des Saints Pères des Sept Conciles Œcuméniques

Officiellement fermé en 1920, le monastère continua à fonctionner jusqu'en 1930 quand il servit de lieu de détention au NKVD.
En 1982, en prévision des fêtes de la commémoration du millénaire du baptême de la Russie et de l'Ukraine qui se préparaient dans tout le pays, Léonid Brejnev signe un oukase rendant au patriarcat de Moscou le monastère Danilov. Les travaux de restauration commencèrent et en 1985 la première église de la laure fut de nouveau consacrée. Il s'ensuivit un vaste mouvement d'enthousiasme qui amena de nombreux bénévoles à donner de leur temps et de leurs économies pour restaurer et réhabiliter des bâtiments précieux qui avaient souffert de l'abandon où ils avaient longtemps été tenus. En 1987, le patriarcat de Moscou installa son siège dans la laure.

## Les cloches du monastère
Après la fermeture du monastère par les autorités, l'industriel américain Charles R. Crane en acheta les cloches, les sauvant de la refonte. Crane fit don des cloches à l'université Harvard. En 2003, des tractations visant au retour des cloches débutèrent et avec l'aide de l'entrepreneur Viktor Vekselberg la première cloche fut réinstallée en septembre 2007.